# Galya-tető
Le Galya-tető ([gɒjɒtɛtøː]), culminant à 964 m, est le troisième plus haut sommet de Hongrie avec 964 mètres. Il est situé dans les monts Mátra, faisant partie des Carpates occidentales, près de la localité de Mátraszentimre dans le département de Heves.